# Оси-ле-Шато (кантон)
Оси́-ле-Шато́ (фр. Auxi-le-Château) — кантон во Франции, находится в регионе О-де-Франс, департамент Па-де-Кале. Расположен на территории двух округов: 15 коммун входят в состав округа Аррас, 69 — в состав округа Монтрёй.

## История
До 2015 года в состав кантона входили коммуны:
Аравен, Бовуар-Ваван, Боньер, Бофль, Бубер-сюр-Канш,  Буре-сюр-Канш, Бюир-о-Буа, Вакри-ле-Бук, Виллер-л'Опиталь, Вийянкур, Во, Жен-Иверньи, Кантелё, Ке-О-Мениль, Конши-сюр-Канш, Ле-Поншель, Линьи-сюр-Канш, Моншель-сюр-Канш, Нё-лез-Оси, Обромец, Оси-ле-Шато, Ружфе, Толлан, Фонтен-л’Эталон, Фортель-ан-Артуа, Фреван.
В результате реформы 2015 года  состав кантона был изменен: в него были включены упраздненные кантоны Кампань-ле-Эден, Ле-Парк и Эден.

## Состав кантона с 22 марта 2015 года
В состав кантона входят коммуны (население по данным Национального института статистики Архивная копия от 7 ноября 2021 на Wayback Machine за 2018 г.):
- Азенкур (308 чел.)
- Аравен (51 чел.)
- Беаланкур (131 чел.)
- Бланжи-сюр-Тернуаз (718 чел.)
- Бленжель (163 чел.)
- Бовуар-Ваван (378 чел.)
- Боренвиль (2 095 чел.)
- Бофль (49 чел.)
- Бримё (847 чел.)
- Бревиллер (157 чел.)
- Буажан (500 чел.)
- Бубе-лез-Эмон (84 чел.)
- Буэн-Плюмуазон (498 чел.)
- Бюир-ле-Сек (771 чел.)
- Бюир-о-Буа (232 чел.)
- Вай (261 чел.)
- Вакерьет-Эркьер (250 чел.)
- Вамберкур (250 чел.)
- Вамен (235 чел.)
- Вийянкур (135 чел.)
- Виллер-л’Опиталь (263 чел.)
- Вильман (184 чел.)
- Во (90 чел.)
- Вьей-Эден (345 чел.)
- Галамец (197 чел.)
- Гизи (271 чел.)
- Гиньи (137 чел.)
- Гриньи (296 чел.)
- Гуи-Сент-Андре (648 чел.)
- Дурье (314 чел.)
- Жен-Иверньи (126 чел.)
- Каврон-Сен-Мартен (453 чел.)
- Кампань-ле-Эден (1 927 чел.)
- Капель-лез-Эден (499 чел.)
- Кё-О-Мениль (247 чел.)
- Комон (161 чел.)
- Конт (334 чел.)
- Ла-Лож (204 чел.)
- Лабруа (159 чел.)
- Ле-Кенуа-ан-Артуа (348 чел.)
- Ле-Парк (760 чел.)
- Ле-Поншель (211 чел.)
- Лепинуа (221 чел.)
- Луазон-сюр-Крекуаз (269 чел.)
- Маран (64 чел.)
- Маранла (238 чел.)
- Марескель-Экемикур (1 008 чел.)
- Маркон (1 082 чел.)
- Марконнель (1 116 чел.)
- Марль-сюр-Канш (304 чел.)
- Мезонсель (123 чел.)
- Ментене (436 чел.)
- Мурье (246 чел.)
- Нёлетт (28 чел.)
- Нё-лез-Оси (180 чел.)
- Нуайель-лез-Юмьер (55 чел.)
- Обен-Сен-Ва (751 чел.)
- Оси-ле-Шато (2 606 чел.)
- Оффен (204 чел.)
- Оши-ле-Эден (1 574 чел.)
- Рей-сюр-Оти (244 чел.)
- Реньовиль (214 чел.)
- Ролланкур (294 чел.)
- Ружфе (87 чел.)
- Русан (240 чел.)
- Сампи (321 чел.)
- Сен-Денё (157 чел.)
- Сен-Жорж (331 чел.)
- Сен-Реми-о-Буа (103 чел.)
- Сент-Остреберт (394 чел.)
- Сольшуа (317 чел.)
- Толлан (92 чел.)
- Тортфонтен (218 чел.)
- Трамкур (60 чел.)
- Фийевр (517 чел.)
- Фонтен-л’Эталон (100 чел.)
- Френуа (69 чел.)
- Шерьен (156 чел.)
- Эден (2 219 чел.)
- Эклимё (179 чел.)
- Экс-ан-Иссар (264 чел.)
- Эмон (160 чел.)
- Энкур (86 чел.)
- Юби-Сен-Лё (886 чел.)

## Политика
На президентских выборах 2022 г. жители кантона отдали в 1-м туре Эмманюэлю Макрону 36,6 % голосов против 27,2 % у Марин Ле Пен и 12,6 % у Жана-Люка Меланшона; во 2-м туре в кантоне победила Ле Пен, получившая 55,8 % голосов. (2017 год. 1 тур: Марин Ле Пен – 30,1 %, Эмманюэль Макрон – 20,0 %, Франсуа Фийон – 19,7 %, Жан-Люк Меланшон – 16,0 %; 2 тур: Макрон – 52,0 %. 2012 год. 1 тур: Франсуа Олланд — 29,8 %, Николя Саркози — 27,4 %, Марин Ле Пен — 21,3 %; 2 тур: Олланд — 52,4 %).
С 2021 года кантон в Совете департамента Па-де-Кале представляют член совета коммуны Оси-ле-Шато Алина Гийи (Aline Guilluy) и мэр коммуны Мезонсель Этьен Перен (Etienne Perin) (оба — Разные правые).
|                | Кандидаты                       | Партия                   | Первый тур | Первый тур     | Второй тур | Второй тур |
| Кол-во голосов | Кандидаты                       | Партия                   | % голосов  | Кол-во голосов | % голосов  |            |
| -------------- | ------------------------------- | ------------------------ | ---------- | -------------- | ---------- | ---------- |
|                | Алина Гийи Этьен Перен          | Разные правые            | 4 352      | 42,98          | 5 787      | 59,62      |
|                | Валери Деломес Даниэль Мелен    | Прочие                   | 2 994      | 29,57          | 3 919      | 40,38      |
|                | Жоэль Уэнвий Франк-Мишель Дюпир | Национальное объединение | 2 780      | 27,45          |            |            |

|                | Кандидаты                         | Партия                  | Первый тур | Первый тур     | Второй тур | Второй тур |
| Кол-во голосов | Кандидаты                         | Партия                  | % голосов  | Кол-во голосов | % голосов  |            |
| -------------- | --------------------------------- | ----------------------- | ---------- | -------------- | ---------- | ---------- |
|                | Флоранс Барбри Робер Терри        | Разные правые           | 5 968      | 40,89          | 6 515      | 43,52      |
|                | Сильвен Делори Франк-Мишель Дюпир | Национальный фронт      | 4 531      | 31,04          | 4 364      | 29,15      |
|                | Мюриэль Годре Анри Дежонг         | Социалистическая партия | 4 098      | 28,07          | 4 091      | 27,33      |

|  | Кандидат     | Партия                  | % голосов |
|  | ------------ | ----------------------- | --------- |
|  | Анри Дежонг  | Социалистическая партия | 54,77     |
|  | Доминик Коке | Разные правые           | 45,23     |